# Volodimir Ivanovics Dudarenko
Volodimir Ivanovics Dudarenko, ukránul: Володимир Іванович Дударенко (Rovno, 1946. február 6. – Lviv, 2017. május 18.) szovjet válogatott ukrán labdarúgó, csatár, edző.

## Pályafutása
1967 és 1974 között a CSZKA Moszkva labdarúgója volt és tagja volt az 1970-es bajnokcsapatnak. 1971-ben két alkalommal szerepelt a szovjet válogatottban.

## Sikerei, díjai
CSZKA Moszkva
- Szovjet bajnokság
  - bajnok: 1970